# Березневий провулок (Київ)
Березне́вий прову́лок — провулок у Дарницькому районі міста Києва, селище Бортничі. Пролягає від Березневої вулиці до кінця забудови.

## Історія
Провулок виник не раніше 1940–50-х років під час розбудови Бортничів, ймовірно під такою ж назвою.